# Greatest Hits (Otis Redding 1993)
Greatest Hits è un CD raccolta di Otis Redding, pubblicato dalla Universe Records nel 1993. 

## Tracce
Lato A
1. My Lover's Prayer – 3:02 (Otis Redding)
2. Shake – 2:37 (Sam Cooke)
3. These Arms of Mine – 2:27 (Otis Redding)
4. Hard to Handle – 2:15 (Allen Jones, Alvertis Isbell, Otis Redding)
5. Tramp – 2:49 (Lowell Fullson, Jimmy McCracklin)
6. Mr. Pitiful – 2:33 (Otis Redding, Steve Cropper)
7. I've Been Loving You, Too Long – 3:09 (Otis Redding, Jerry Butler)
8. Fa-Fa-Fa-Fa-Fa (Sad Song) – 2:37 (Otis Redding, Steve Cropper)
9. Try a Little Tenderness – 3:43 (Woods, Campbell, Connelly)
10. Respect – 2:04 (Otis Redding)
11. My Girl – 2:51 (Smokey Robinson, Ronald White)
12. That's How Strong My Love Is – 2:25 (Jamison)
13. Pain in My Heart – 2:20 (Neville)
14. Security – 2:29 (Otis Redding)
15. Satisfaction – 2:42 (Mick Jagger, Keith Richards)
16. (Sittin' On) The Dock of the Bay – 2:40 (Otis Redding, Steve Cropper)

## Musicisti
- Otis Redding - voce
- John Jenkins - chitarra (solo nel brano: 3)
- Steve Cropper - pianoforte (solo nel brano: 3)
- Steve Cropper - chitarra
- Booker T. Jones - tastiere, organo, pianoforte (eccetto nel brano: 3)
- Isaac Hayes - tastiere
- Lewis Steinberg - basso (solo nel brano: 3)
- Donald Dunn - basso (eccetto nel brano: 3)
- Al Jackson Jr. - batteria
- Floyd Newman - sassofono baritono
- Andrew Love - sassofono tenore
- Charles Axton - sassofono tenore
- Wayne Jackson - tromba
- Gene Bowlegs Miller - tromba
- Earl Sims - accompagnamento vocale
- Carla Thomas - voce (solo nel brano: 5)